# Embajada de España en Afganistán
La Embajada de España en Afganistán fue la máxima representación legal del Reino de España en la República Islámica de Afganistán. Tras el cambio de régimen en Afganistán durante agosto de 2021, la embajada fue clausurada.

## Embajador
El actual embajador es Ricardo Losa Giménez, quien fue nombrado por el gobierno de Pedro Sánchez el 3 de agosto de 2021.

## Misión diplomática
El Reino de España concentra su representación en el país en la embajada en la ciudad de Kabul creada con carácter no residente en 1968. En 2002 fue restituida aunque esta no fue efectiva hasta 2005 cuando se estableció la misión diplomática permanente. Desde 2021, la residencia del embajador se ha trasladado a Doha (Catar),  al igual que han hecho otros embajadores de la Unión Europea.

## Historia
España y el Reino de Afganistán establecieron relaciones diplomáticas en 1950. La legación española dependía de los embajadores españoles ante el Reino de Irak. En 1968 se elevó a embajada la representación en el país asiático, aun así Afganistán siguió dependiendo de la Embajada española en Ankara desde 1970 a 1974, y desde 1974 a 1979 de la Embajada española de Teherán. 
Las dificultades internas que atravesó Afganistán desde la caída de la monarquía, con la invasión soviética y el gobierno talibán, hasta la restauración de un gobierno estable en 2002 impidieron restablecer relaciones diplomáticas. Finalmente, en 2002 España nombró nuevamente embajadores para Afganistán con residencia en Islamabad, capital de Pakistán, hasta que en 2006 se nombró al primer embajador permanente residente en la capital afgana.
El día 11 de diciembre de 2015 se produjo una fuerte explosión de un coche bomba junto al recinto de la Embajada de España en Kabul causando graves daños a los locales de la Cancillería. A esta explosión sucedió un tiroteo que duró aproximadamente una hora. Tres de los integrantes del grupo terrorista entraron en los locales del "compound" de la Embajada compuesto por tres edificios. Como consecuencia de la explosión del coche bomba falleció de forma inmediata el subinspector del Cuerpo Nacional de Policía Jorge García Tudela, cuyos restos no se encontraron hasta que finalizó el asalto. Asimismo, resultó herido el policía nacional Isidro Gabino San Martín, que pudo ser rescatado con vida pero que falleció cuando era trasladado al Hospital. En el ataque también fueron asesinados dos empleados de la embajada de nacionalidad afgana. El resto del personal que se encontraba en la Embajada pudo ponerse a salvo al refugiarse en dos "búnkeres" de la legación española. Fueron liberados ilesos después de una intervención de fuerzas especiales afganas y unidades norteamericanas que duró varias horas.